# Songs from the Big Chair
| Recensione | Giudizio |
| ---------- | -------- |
| AllMusic   | [ 1 ]    |

Songs from the Big Chair è il secondo album in studio del gruppo musicale britannico Tears for Fears, pubblicato il 25 febbraio 1985 dalla Mercury Records.
Esso costituisce probabilmente il più grande trionfo commerciale del duo, infatti arrivò al secondo posto nella classifica britannica degli album e al primo in quella statunitense. Contiene un numero considerevole di canzoni che divennero grandi hit e contribuirono così a far raggiungere la notorietà mondiale al gruppo, come: Mothers Talk, Shout, Everybody Wants to Rule the World e Head over Heels.

## Descrizione
Il titolo dell'album prende spunto da un film televisivo del 1976 chiamato Sybil in cui viene narrata la storia di una donna affetta da personalità multipla che si sente protetta e al sicuro sulla sedia della psicologa, che viene soprannominata "grande sedia" (in inglese, big chair). Una traccia strumentale intitolata The Big Chair (che include dialoghi presi dal film) è stata pubblicata come lato B del singolo Shout, ma non inclusa all'interno dell'album originale; comparirà come traccia bonus solo nelle ristampe successive.
Songs from the Big Chair è molto diverso dal precedente The Hurting per due aspetti principali: la composizione e la strutturazione.
Infatti i brani che lo compongono sono il frutto di una forte maturazione compositiva intrapresa dalla band: essi sono costruiti in modo più complesso rispetto a quelli precedenti, più orientati verso la classica "forma canzone", e toccano vari generi musicali, come il jazz, l'hard rock, il soul e la musica d'ambiente. In questo modo il progetto complessivo si presenta molto più eterogeneo. Si incomincia con dei pezzi molto orecchiabili, ritmati e allegri (Shout, Everybody Wants to Rule the World, Mothers Talk) a cui si contrappongono pian piano composizioni più lente e tranquille (I Believe, The Working Hour). Queste a loro volta lasciano spazio ad un ritorno della ritmicità e ai costrutti tipici del pop/rock (Broken, Head Over Heels) che infine convergono nell'ultima traccia, Listen, in cui la misticità e la solennità raggiungono apici estremi.
A seguito della pubblicazione, venne programmato un lunghissimo tour promozionale con tappe in tutto il mondo al termine del quale Roland Orzabal e Curt Smith si presero un periodo di riposo. Soltanto nel 1989, con la pubblicazione del singolo Sowing the Seeds of Love, terminò il loro lungo silenzio.

## Ristampe
Nel 1998, la MFSL ripubblicò Songs from the Big Chair in una versione rimasterizzata contenente una versione più lunga di Head over Heels (di 5:24) e due tracce bonus (mixaggi estesi di Shout e Everybody Wants to Rule the World).
Una nuova versione dell'album venne proposta nel 1999. Questo CD aveva varie tracce bonus, come i lati B dei singoli e remix degli stessi che portarono a una lista tracce differente da quella originale, basata sull'edizione speciale incisa su cassetta che prevedeva cinque lati B, due remix di singoli e tre tracce inedite (The Conflict, Marauders e Broken Revisited) risalenti al periodo The Hurting.
L'album venne nuovamente ripubblicato nel 2006, questa volta in versione "deluxe edition" in 2 CD, completa di ogni lato B delle hit, di tutte le canzoni inedite e di tutti i remix.

## Lista delle tracce

### Originale
1. Shout – 6:33 (Roland Orzabal)
2. The Working Hour – 6:31 (Orzabal)
3. Everybody Wants to Rule the World – 4:11 (Orzabal)
4. Mothers Talk – 5:07 (Orzabal)
5. I Believe – 4:54 (Orzabal)
6. Broken – 2:38 (Orzabal)
7. Head over Heels/Broken (live reprise) – 5:02 (Orzabal, Curt Smith)
8. Listen – 6:54 (Orzabal)

#### Annotazioni
- I Believe è dedicata a "Robert Wyatt (If he's listening)"[11]
- In alcune edizioni americane, la ripresa dal vivo di Broken non venne inserita e così alla fine di Head over Heels si procede direttamente all'ascolto di Listen. Inoltre Mothers Talk è presente nella sua versione ridotta a 3:53.

### Bonus tracks della versione 1999
1. The Big Chair – 3:21 (Orzabal, Smith, Stanley, Hughes)
2. Empire Building – 2:52 (Orzabal, Smith, Stanley)
3. The Marauders – 4:16 (Orzabal, Smith, Stanley)
4. Broken Revisited – 5:16 (Orzabal)
5. The Conflict – 4:05 (Orzabal, Smith, Stanley)
6. Mothers Talk (U.S. remix) – 4:13
7. Shout (U.S. remix) – 8:02

#### Annotazioni
- Head Over Heels/Broken (live) è stata erroneamente intitolata Head over Heals/Broken (Live) nella versione rimasterizzata su CD.
- Mothers Talk (U.S. remix) è la versione originale del remix a cui sono stati aggiunti alcuni effetti di riverbero in più.

### Deluxe edition del 2006

#### Disco Uno
1. Shout – 6:33
2. The Working Hour – 6:31
3. Everybody Wants to Rule the World – 4:11
4. Mothers Talk – 5:06
5. I Believe – 4:54
6. Broken – 2:38
7. Head over Heels/Broken (live) – 5:02
8. Listen – 6:54
9. The Working Hour (piano version) – 2:08
10. The Marauders – 4:16
11. Empire Building – 2:52
12. The Big Chair – 3:21
13. Pharaohs (single version) – 3:43 (Orzabal, Smith, Stanley, Hughes)
14. When in Love with a Blind Man – 2:22 (Orzabal, Stanley)
15. Sea Song – 3:51 (Robert Wyatt)
16. Broken Revisited – 5:16

#### Disco Due
1. The Way You Are (7" version) – 4:49 (Orzabal, Smith, Stanley, Elias)
2. Mothers Talk (short version) – 3:53
3. Shout (edit) – 4:03
4. Everybody Wants to Rule the World (7" version) – 4:08
5. Head over Heels (David Bascombe 7" Mix) – 4:15
6. I Believe (A Soulful Re-Recording) – 4:41
7. Mothers Talk (U.S. remix) – 4:13
8. Shout (U.S. remix) – 8:02
9. Shout (Dub Remix) – 6:49
10. Everybody Wants to Rule the World (Urban Mix) – 6:06
11. Mothers Talk (Beat of the Drum Mix) – 8:54
12. Broken/Head over Heels/Broken (Preacher Mix) – 8:00

#### Annotazioni
- La traccia quattro doveva essere Everybody Wants to Run the World ma fu per sbaglio sostituita con la medesima versione originale dell'album (in quanto non esiste una 7" version); ciò viene confermato dalle stesse note di copertina.
- La traccia sette è stata intitolata U.S. remix nella tracklist ma non è altro che una versione differente dall'originale Mothers Talk (U.S. remix). Su CD, l'effettivo remix è su The Millennium Collection: The Best of Tears for Fears e su Shout: The Very Best of Tears for Fears.

## Formazione
Tears for Fears
- Roland Orzabal: chitarra, tastiere, voce, grand piano (5), vocalizzi (8), basso sintetizzato e LinnDrum Programming (1)
- Curt Smith: basso, voce (tracce 3 e 8), cori
- Ian Stanley: tastiere, sintetizzatori, LinnDrum programming, arrangiamenti su Listen
- Manny Elias: batteria

Personale di supporto
- Chris Hughes: produttore, batteria e MIDI programming (1;3)
- Sandy McLelland: coro (1;7)
- Jerry Marotta: percussioni (2)
- Will Gregory: sassofono solista (2;5)
- Mel Collins: sassofono (2)
- Andy Davis: grand piano (2;7)
- Neil Taylor: chitarra (3;4;6)
- Stevie Lange: coro (4)
- Annie McCaig: coro (7)
- Marilyn Davis: coro (7;8)
- Dave Bascombe: ingegnere del suono
- Paul King: manager
- Tim O'Sullivan: fotografo di copertina

## Successo commerciale
L'album debuttò al secondo posto della Official Albums Chart alle spalle di No Jacket Required di Phil Collins. Rimase nella top 10 britannica per oltre sei mesi, e successivamente nella top 40 per circa un anno. Negli Stati Uniti d'America riuscì invece a raggiungere la cima della Billboard 200 nel luglio 1985, mantenendola per cinque settimane non consecutive, durante le quali si intervallò con Reckless di Bryan Adams, per poi cedere il primato a Brothers in Arms dei Dire Straits. Due singoli estratti dall'album, Shout e Everybody Wants to Rule the World, conquistarono il primo posto della Billboard Hot 100. Le vendite negli Stati Uniti si mantennero costanti anche durante il 1986, quando fu ripubblicato in versione remixata il singolo Mothers Talk.

## Classifiche

### Classifiche settimanali
| Classifica (1985-2021) | Posizione massima |
| ---------------------- | ----------------- |
| Australia              | 5                 |
| Austria                | 22                |
| Canada                 | 1                 |
| Francia                | 12                |
| Germania               | 1                 |
| Grecia                 | 64                |
| Italia                 | 6                 |
| Norvegia               | 17                |
| Nuova Zelanda          | 2                 |
| Paesi Bassi            | 1                 |
| Regno Unito            | 2                 |
| Stati Uniti            | 1                 |
| Svezia                 | 25                |
| Svizzera               | 5                 |

### Classifiche di fine anno
| Classifica (1985) | Posizione |
| ----------------- | --------- |
| Australia         | 6         |
| Canada            | 2         |
| Francia           | 14        |
| Germania          | 24        |
| Italia            | 29        |
| Nuova Zelanda     | 8         |
| Paesi Bassi       | 8         |
| Regno Unito       | 5         |
| Stati Uniti       | 10        |
| Svizzera          | 25        |
| Classifica (1986) | Posizione |
| Stati Uniti       | 19        |